# Fair Oaks (Georgia)
Fair Oaks – jednostka osadnicza w Stanach Zjednoczonych, w stanie Georgia, w hrabstwie Cobb.